# Bas-Limbé
Bas-Limbé (Haïtiaans-Creools: Ba Lenbe) is een stad en gemeente in Haïti met 21.000 inwoners. De gemeente maakt deel uit van het arrondissement Limbé in het departement Nord.
Bij Bas-Limbé stroomt de rivier Limbé in de Caraïbische Zee.

## Indeling
De gemeente bestaat uit de volgende sections communales:
| Nr. | Naam                        | Km²   | Inw.2015 |
| --- | --------------------------- | ----- | -------- |
| 1   | Garde Champètre (Bas Limbé) | 12,11 | 1.694    |
| 2   | Petit Howars (la Fange)     | 40,83 | 19.205   |